# 柳恰
48°23′58″N 24°53′50″E / 48.39944°N 24.89722°E
柳恰（烏克蘭語：Люча），是烏克蘭的村落，位於該國西部伊萬諾-弗蘭科夫斯克州，由科索夫區負責管轄，始建於1438年，面積41.78平方公里，2001年該村落人口1,287。